# 1930年のル・マン24時間レース

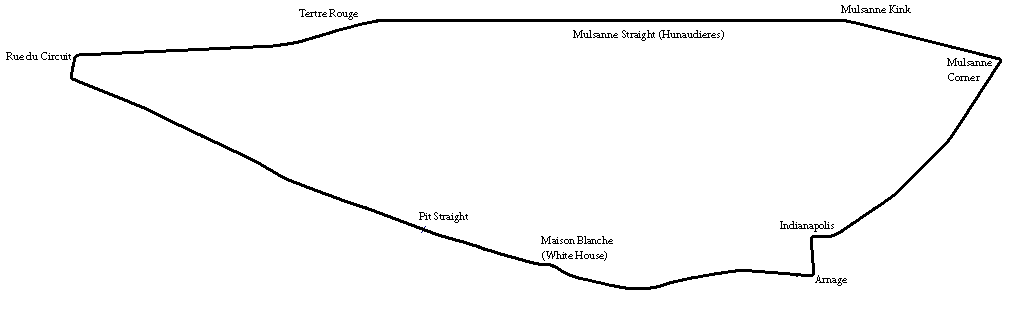
1930年のコース

1930年のル・マン24時間レース（24 Heures du Mans 1930 ）は、8回目のル・マン24時間レースであり、1930年6月21日から6月22日にかけてフランスのサルト・サーキットで行われた。

## 概要
出走したのは17台または18台と史上最小台数になってしまったが、メルセデス・ベンツ、タルボ、ブガッティは健在であった。
MGが847ccとこの年の出場車両中最小排気量車Mタイプミジェットで初出場したが、28号車はピストン損傷またはトランスミッションシャフトトラブルにより82周目にリタイヤ、29号車は発電系統やオイルパイプの漏れにより5時間目28周でリタイヤした。
ベントレーはワークスのスピード6が3台の他にミス・パジェのチームからブロワーの8号車9号車が出場した。ブロワーは9号車が4周目に平均速度144.352km/h、ラップタイムわずか6分48秒という記録を打ち立てたが2台ともリタイヤとなった。
完走したのは9台。
ウルフ・バーナート（Woolf Barnato ）/グレン・キドストン（Glen Kidston ）組のベントレー・スピード6の4号車がルドルフ・カラツィオラが乗るメルセデス・ベンツとの10時間に及ぶ死闘の末24時間で2,930.663kmを平均速度122.111km/hで走って優勝した。ウルフ・バーナートは3度のみの出場で3度とも優勝という快挙であった。ベントレーはこの後ワークス出場しなくなるとともに勝利から遠ざかり、次の総合優勝は73年後、2003年のル・マン24時間レースとなった。
第2位はフランク・クレメント（Frank Clement ）/リチャード・ワトニー（Richard Watney ）組、ベントレー・スピード6の2号車。
| 順位 | クラス | 号車 | チーム                            | ドライバー                                    | シャシ                                 | エンジン                                                | 周回数 |
| ---- | ------ | ---- | --------------------------------- | --------------------------------------------- | -------------------------------------- | ------------------------------------------------------- | ------ |
| 1    | 8.0    | 4    | ベントレー                        | - ウルフ・バーナート - グレン・キドストン     | ベントレー・スピード6 "Old Number One" | ベントレー 6.6リットル直列6気筒                         | 179    |
| 2    | 8.0    | 2    | ベントレー                        | - フランク・クレメント - リチャード・ワトニー | ベントレー・スピード6                  | ベントレー 6.6リットル直列6気筒                         | 173    |
| 3    | 3.0    | 15   | - Arthur W. Fox - Charles Nicholl | - Brian E. Lewis - Hugh Eaton                 | タルボ AO90                            | タルボ 2.3リットル直列4気筒                             | 162    |
| 4    | 3.0    | 16   | - Arthur W. Fox - Charles Nicholl | - Johnny Hindmarsh - Tim Rose-Richards        | タルボ AO90                            | タルボ 2.3リットル直列4気筒                             | 160    |
| 5    | 2.0    | 23   | ハウ卿                            | - ハウ卿 - Leslie Callingham                  | アルファロメオ・6C 1750GS              | アルファロメオ 1.8リットル直列6気筒スーパーチャージャー | 159    |
| 6    | 1.5    | 24   | リー・フランシス                  | - ケネス・ピーコック - サミー・ニューサム     | リー・フランシス ハイパーSタイプ       | メドーズ1.5リットル直列4気筒スーパーチャージャー        | 140    |
| 7    | 1.5    | 25   | Mme. Marguerite Mareuse           | - Marguerite Mareuse - Odette Siko            | ブガッティ・タイプ40                   | ブガッティ 1.5リットル直列4気筒                         | 132    |
| 8    | 1.1    | 27   | トラクタ                          | - フェルナン・ヴァロン                        | トラクタ A28                           | S.C.A.P. 1.0リットル直列4気筒                           | 128    |
| 9    | 1.1    | 26   | トラクタ                          | - ロジェール・ブーシェ - Louis Debeurgny      | トラクタ A28                           | S.C.A.P. 1.0リットル直列4気筒                           | 123    |